# 滋賀県道332号木之本高月線
滋賀県道332号木之本高月線（しがけんどう332ごう きのもとたかつきせん）は、滋賀県長浜市を通る一般県道である。

## 概要
長浜市木之本町石道から長浜市高月町馬上に至る。
小さな集落を通過していくが、それ以外は田園風景の中を走る。

### 路線データ
- 起点：長浜市木之本町石道（滋賀県道281号川合千田線交点）
- 終点：長浜市高月町馬上（国道365号交点）
- 総延長：3.9 km

## 地理

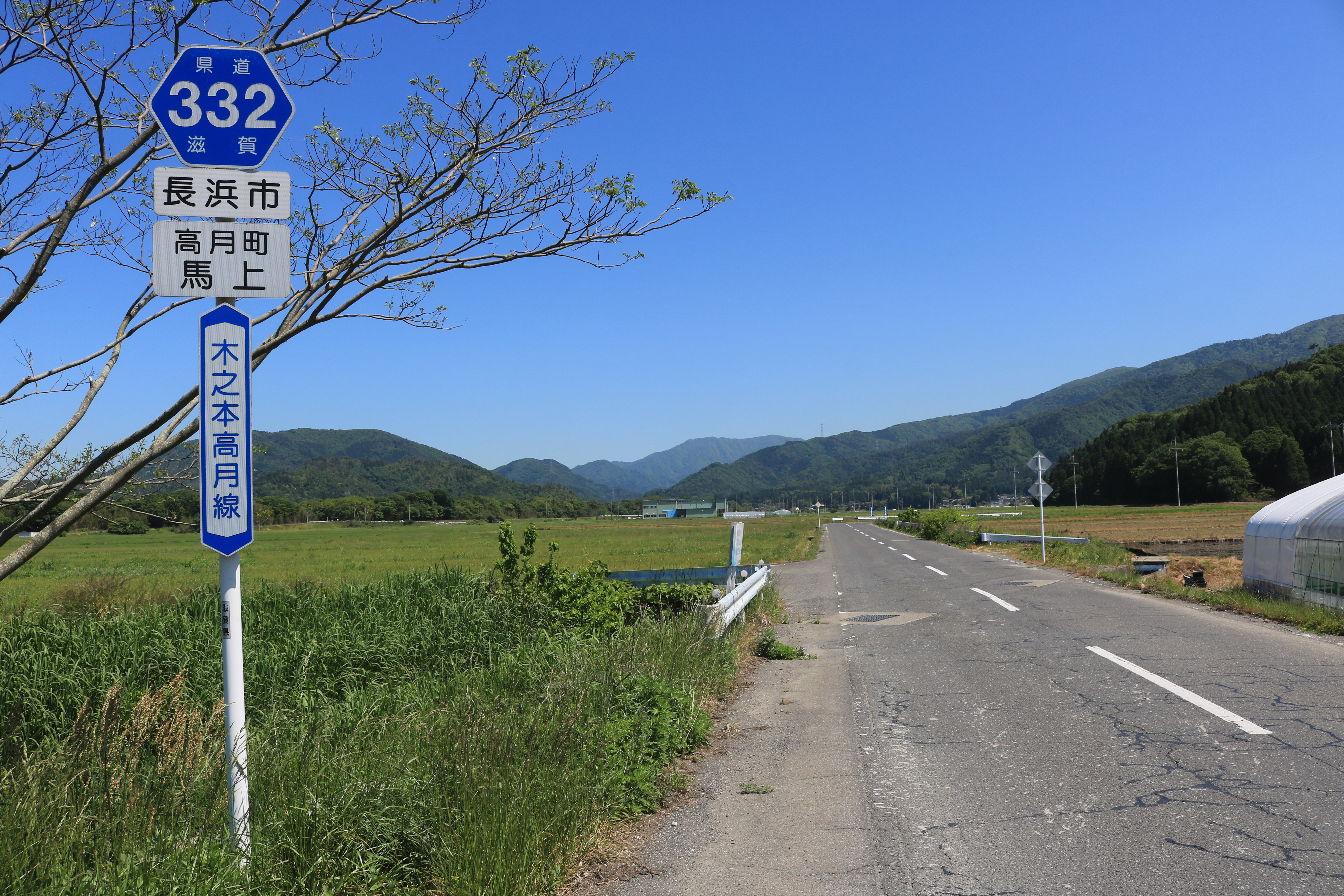
滋賀県道332号木之本高月線
長浜市高月町馬上

### 通過する自治体
- 長浜市

### 交差する道路
| 交差する道路            | 交差する場所 | 交差する場所 |
| ----------------------- | ------------ | ------------ |
| 滋賀県道281号川合千田線 | 木之本町石道 | 起点         |
| 国道365号               | 高月町馬上   | 終点         |

### 沿線
- 高時川
- 願超寺
- 浄念寺